# Hamburg-Eimsbüttel
Sectorul Hamburg-Eimsbüttel este subdivizat în cartierele:
In zona centrală a sectorului cartierele:
- Eimsbüttel
- Rotherbaum
- Harvestehude
- Hoheluft-West

La granița cu localitatea Lokstedt:
- Lokstedt,
- Niendorf
- Schnelsen.